# Exile on Main St.
Az Exile on Main St. a The Rolling Stones tizedik brit és tizenkettedik amerikai albuma. Dupla LP-ként jelent meg, zenéje több műfajból merít, ilyen a rock and roll, a blues, a country, a soul és a calypso. Megjelenésekor változó kritikákat kapott, de mára szinte mindenki mesterműnek tartja. 2003-ban 7. lett a Rolling Stone magazin Minden idők 500 legjobb albuma listáján, ezzel a legjobb lett az együttes albumai közül. Szerepel az 1001 lemez, amit hallanod kell, mielőtt meghalsz című könyvben.
2010. május 17-én Európában, egy nappal később pedig Amerikában jelent meg újrakevert kiadása 10 újabb dallal kiegészítve ugyanebből az időszakból.

## Az album dalai
| 1. | Rocks Off       | Mick Jagger, Keith Richards | 4:31 |
| 2. | Rip This Joint  | Jagger, Richards            | 2:22 |
| 3. | Shake Your Hips | Slim Harpo                  | 2:59 |
| 4. | Casino Boogie   | Jagger, Richards            | 3:33 |
| 5. | Tumbling Dice   | Jagger, Richards            | 3:45 |

| 1. | Sweet Virginia    | Jagger, Richards | 4:27 |
| 2. | Torn and Frayed   | Jagger, Richards | 4:17 |
| 3. | Sweet Black Angel | Jagger, Richards | 2:54 |
| 4. | Loving Cup        | Jagger, Richards | 4:25 |

| 1. | Happy                       | Jagger, Richards              | 3:04 |
| 2. | Turd on the Run             | Jagger, Richards              | 2:36 |
| 3. | Ventilator Blues            | Jagger, Richards, Mick Taylor | 3:24 |
| 4. | I Just Want to See His Face | Jagger, Richards              | 2:52 |
| 5. | Let It Loose                | Jagger, Richards              | 5:16 |

| 1. | All Down the Line  | Jagger, Richards | 3:49 |
| 2. | Stop Breaking Down | Robert Johnson   | 4:34 |
| 3. | Shine a Light      | Jagger, Richards | 4:14 |
| 4. | Soul Survivor      | Jagger, Richards | 3:49 |

## Közreműködtek
- Mick Jagger – ének, szájharmonika, gitár a Tumbling Dice-on és a Stop Breaking Down-on, ütőhangszerek
- Keith Richards – gitár, háttérvokál, ének a Happy Soul Survivor dalokon, zongora az I Just Want to See His Face-en, basszusgitár a Casino Boogie, Happy és Soul Survivor dalokon
- Mick Taylor – gitár, slide gitár, háttérvokál, basszusgitár a Tumbling Dice, Torn and Frayed, I Just Want to See His Face és Shine a Light dalokon
- Charlie Watts – dob
- Bill Wyman – basszusgitár

### További zenészek
- Nicky Hopkins – zongora
- Bobby Keys – szaxofon és ütőhangszerek
- Jim Price – trombita, harsona, orgona a Torn and Frayed-en
- Ian Stewart – zongora a Shake Your Hips, Sweet Virginia és Stop Breaking Down dalokon
- Jimmy Miller – dob a Happyn és Shine a Light-on, ütőhangszerek a Sweet Black Angel, Loving Cup, I Just Want to See His Face és All Down the Line dalokon
- Bill Plummer – nagybőgő a Rip This Joint, Turd on the Run, I Just Want to See His Face és All Down the Line dalokon
- Billy Preston – zongora és orgona a Shine a Light-on
- Al Perkins – pedal steel gitár a Torn and Frayed-en
- Richard Washington – marimba a Sweet Black Angel-ön
- Clydie King, Vanetta Fields – háttérvokál a Tumbling Dice, I Just Want to See His Face, Let It Loose és Shine a Light dalokon
- Joe Green – háttérvokál a Let It Loose-on és a Shine a Light-on
- Jerry Kirkland – háttérvokál az I Just Want to See His Face-en és a Shine a Light-on
- Mac Rebennack, Shirley Goodman, Tami Lynn – háttérvokál a Let It Loose-on
- Kathi McDonald – háttérvokál az All Down the Line-on

### Produkció
- Robert Frank – fényképek
- Jeremy Gee – hangmérnök
- Andy Johns – hangmérnök
- Glyn Johns – hangmérnök
- Norman Seeff – fényképek a beszúrt képeslapokon
- Nick Watterton – hangmérnök
- John Van Hamersveld – design
- Joe Zaganno – hangmérnök